# Acer (firma)
ACER Incorporated je mezinárodní firma se sídlem na Tchaj-wanu, založená v roce 1976. Zabývá se výrobou a prodejem notebooků, stolních počítačů, monitorů, tabletů, mobilů, projektorů a příslušenství.

## Vyráběné produkty

### Stolní počítače
Acer Aspire, Acer Veriton, Acer Extensa

### Notebooky
Acer TravelMate, Acer Gemstone, Microsoft Tablet PC, Acer Aspire, Acer Extensa, Acer Ferrari, Acer Nitro, Acer Swift, Acer enduro

### Netbooky
Aspire One

### PDA - kapesní počítače
Série S s Palm OS, Acer N Series

### Automobilové navigace
Acer e300 series

### Servery a úložiště
Acer Altos

### Pracovní stanice
Acer PICA

### Projektory
DLP Projectors

### Tablety
Acer Iconia

### Mobilní telefony
Acer Liquid

### Ostatní
Fotoaparáty, LCD TV

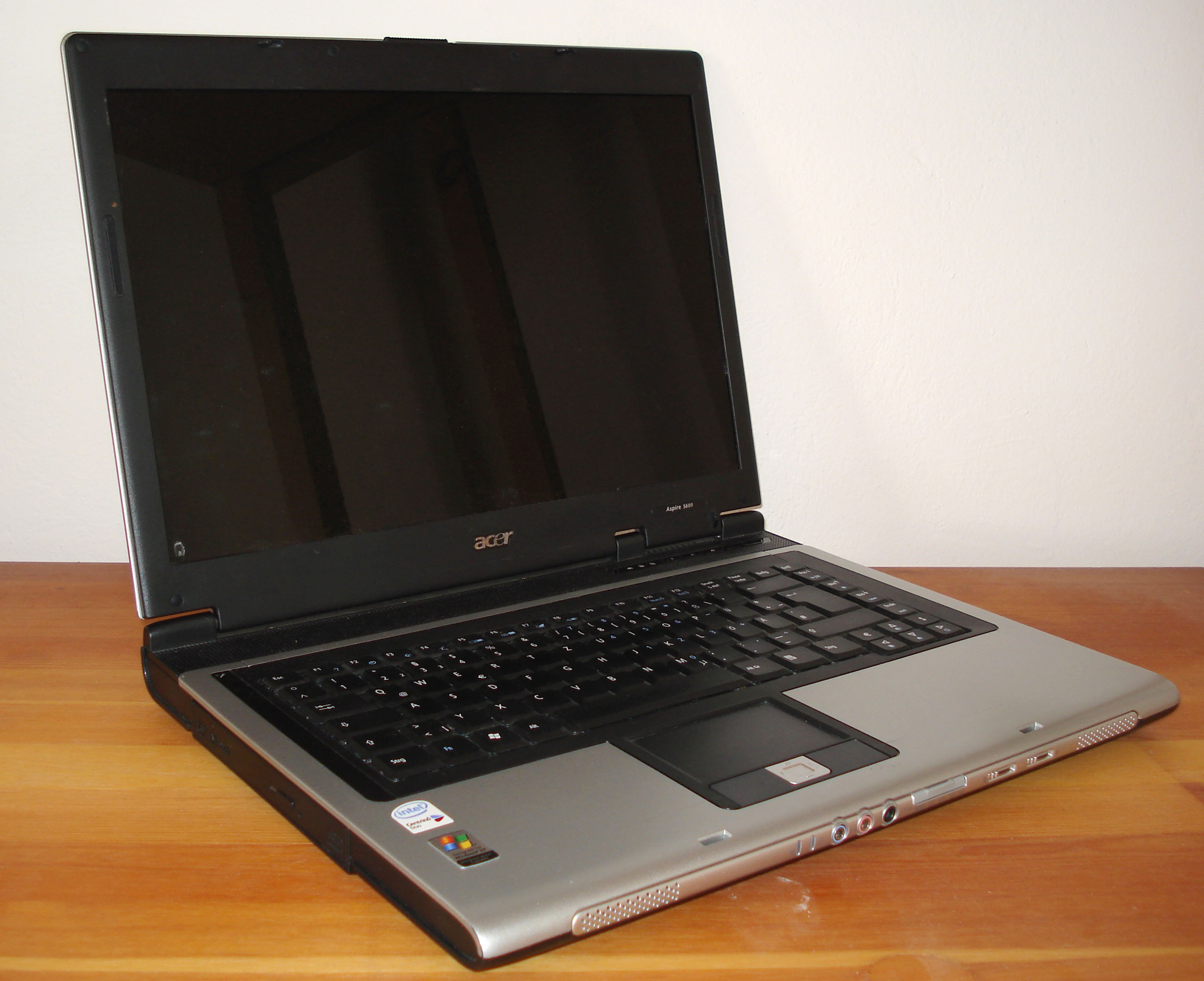
Acer Notebook
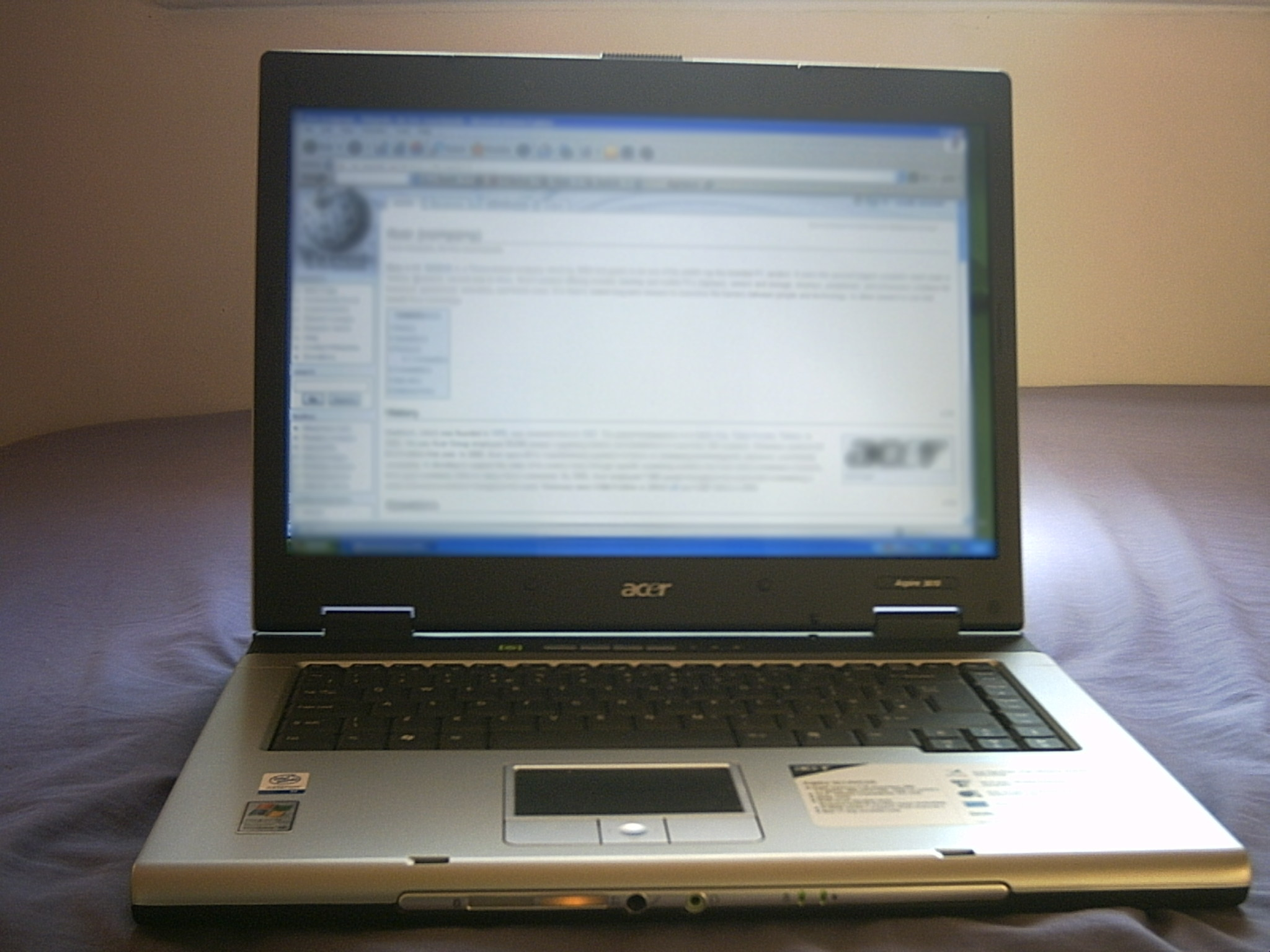
Acer Aspire 3610 Notebook
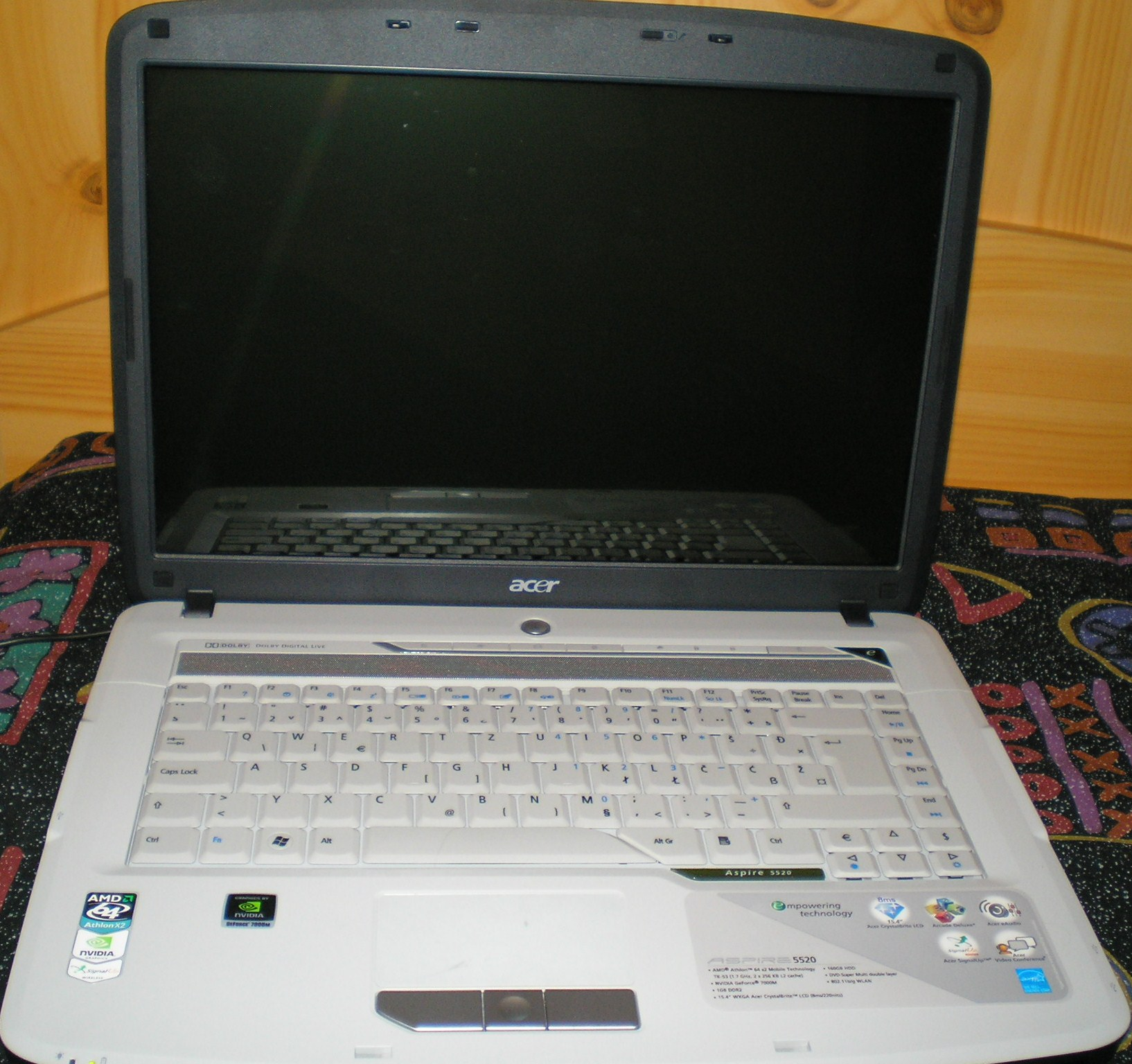
Acer Aspire 5520 Notebook
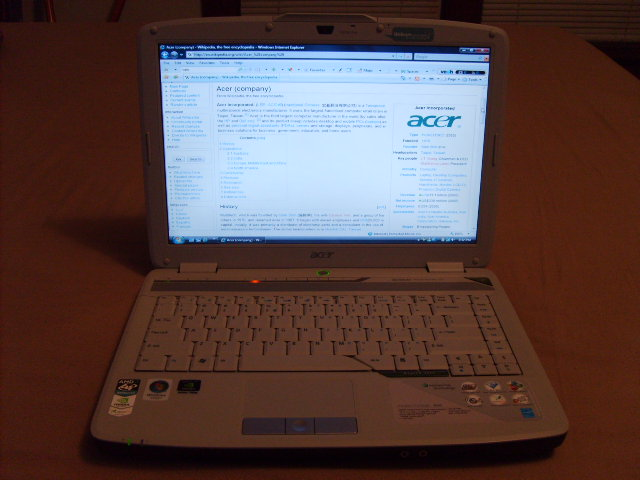
Acer Aspire 4520 Notebook
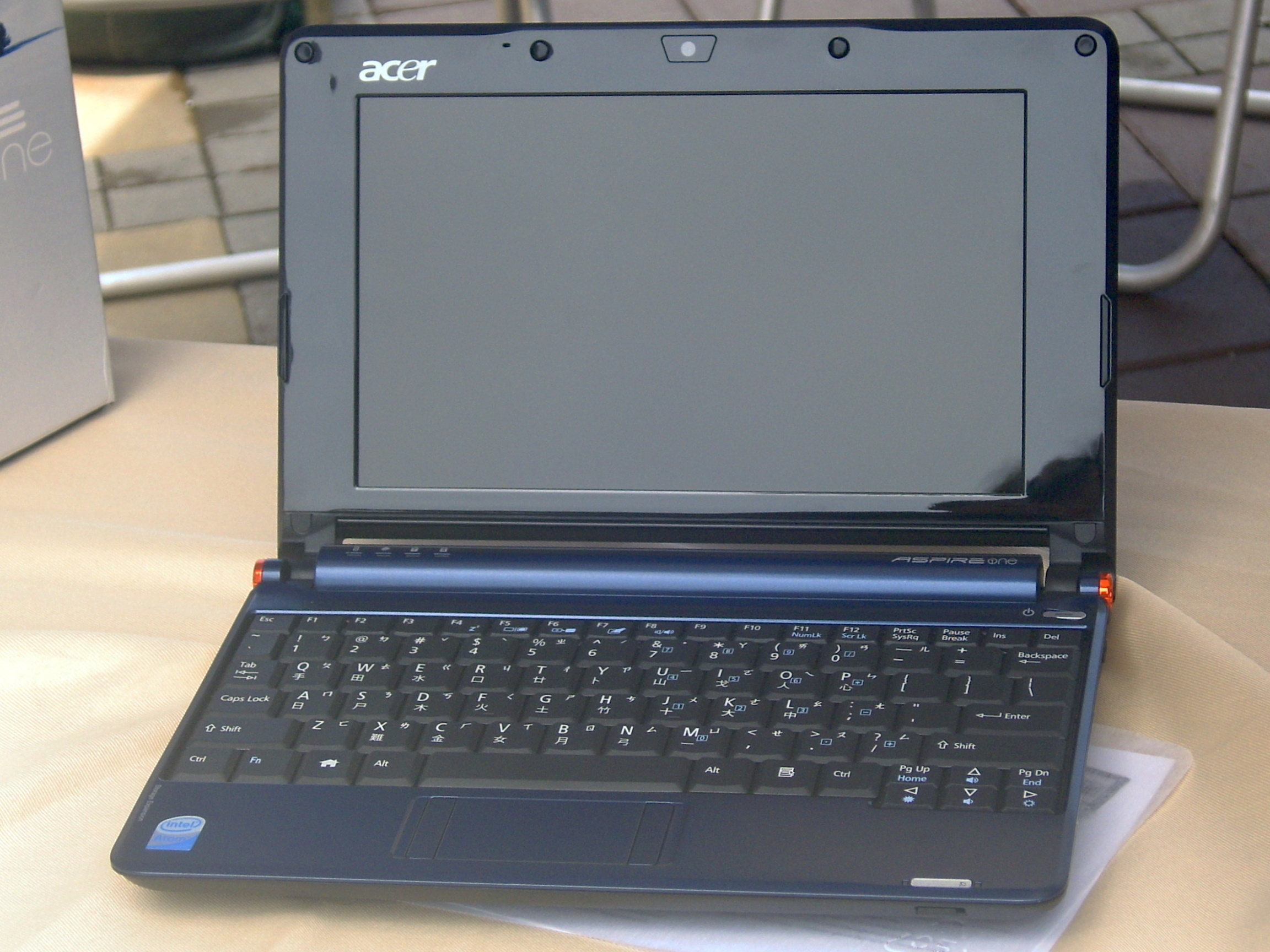
Acer Aspire One

## Vlastněný software

### Acer Arcade
Acer Arcade je multimediální software, který vytvořila společnost Acer pro své PC a notebooky. Program umožňuje přehrávání hudby, videa, filmů z DVD a sledování televize nebo poslouchání rádia (pokud máte v počítači DVB-T tuner).

## Značky, ve kterých má firma podíl nebo je vlastní
- Gateway
- Packard Bell
- eMachines
- E-TEN